# Bodtjärnen (Älvdalens socken, Dalarna, 681540-137835)
Bodtjärnen är en sjö i Älvdalens kommun i Dalarna och ingår i Dalälvens huvudavrinningsområde. Sjön har en area på 0,34 kvadratkilometer och ligger 538,7 meter över havet. Sjön avvattnas av vattendraget Kälkån.

## Delavrinningsområde
Bodtjärnen ingår i det delavrinningsområde (681596-137846) som SMHI kallar för Utloppet av Bodtjärn. Medelhöjden är 552 meter över havet och ytan är 1,85 kvadratkilometer. Räknas de 2 avrinningsområdena uppströms in blir den ackumulerade arean 11,65 kvadratkilometer. Kälkån som avvattnar avrinningsområdet har biflödesordning 3, vilket innebär att vattnet flödar genom totalt 3 vattendrag innan det når havet efter 401 kilometer. Avrinningsområdet består mestadels av skog (64 procent) och sankmarker (15 procent). Avrinningsområdet har 0,34 kvadratkilometer vattenytor vilket ger det en sjöprocent på 18,3 procent.